# Le Vauclin
Le Vauclin – miasto i gmina na Martynice (departament zamorski Francji). Według danych szacunkowych na rok 2008 liczy 7784 mieszkańców. Leży we wschodniej części wyspy, nad zatoką Baie du Vauclin (Ocean Atlantycki).